# Концерт для перкусії (Джонстон)
Концерт для перкусії (англ. Concerto for Percussion) — музичний твір американського композитора Бена Джонстона, написаний 1952 року.

Третя частина концерту, в якій використовуються принципи алеаторики. Бен Джонстон витягував з капелюха випадкові числа, які визначали тривалість нот для індійських барабанів, клавесів та конга

Концерт для перкусії став дипломною роботою Бена Джонстона на здобуття звання магістра красних мистецтв (Master of Fine Arts або MFA) в Коледжі Міллса. Джонстон закінчував навчання заочно, бо восени 1951 року почав працювати в Університеті Іллінойсу в Урбана-Шампейн, викладаючи на факультеті танцю та в музичній школі. Концерт став одним з трьох значних творів Джонстона, написаних в період навчання у Даріуса Мійо (два інших — пісня «A Nocturnall Upon Saint Lucie's Day Being the Shortest Day» для баритона або контральто та фортепіано, та Концерт для духових — написані 1951 року).
Концерт складається з трьох частин — «Orgy», «Dirge» та «Ritual». Структура твору та вибір перкусійних інструментів (бонго, там-тами, литаври, тарілки, клавеси, конґа) вказували на вплив Гаррі Парча, через що Даріус Мійо не був в захваті від композиції. Також Джонстон використовував принципи алеаторики, щоб визначити випадковим чином тривалість звучання інструментів. Прем'єра концерту відбулася 3 березня 1953 року в Університеті Іллінойсу, у виконанні перкусійного ансамблю під керівництвом Пола Прайса, якому і була присвячена композиція. Мійо прийняв роботу, і Джонстон здобув ступінь магістра.
Концерт для перкусії несподівано вплинув на подальший професійний розвиток Бена Джонстона. Коли керівник театрального відділу університету Чарльз Шеттак шукав композитора для написання музика до п'єси Артура Грегора, йому порекомендували Джонстона. Шеттак відправив ноти Концерту для перкусії відомому музиканту-авангардисту Джону Кейджу, і той схвалив музику Джонстона. Коли 1952 року Джонстон вперше побачив Кейджа, той вже знав про молодого композитора та запросив його в Нью-Йорк для співпраці. Джонстон допоміг Кейджу записати композицію Williams Mix, і врешті решт музиканти затоваришували.